# 徐端夫
徐端夫（1934年4月10日—2006年4月5日），浙江杭州人，高分子化学和高分子材料科学专家，中国工程院院士，中国科学院化学研究所研究员。

## 履历[1]
- 1956年，毕业于北京大学化学系。
- 1995年，当选中国工程院院士。